# Nationalligaen 2014
La Nationalligaen 2014 è stata la 27ª edizione del campionato di football americano di primo livello, organizzato dalla DAFF.

## Squadre partecipanti
| Club                  | Città     | Stadio | Sponsor ufficiale | Risultato nella stagione 2013 |
| --------------------- | --------- | ------ | ----------------- | ----------------------------- |
| AaB 89ers             | Aalborg   |        |                   |                               |
| Aarhus Tigers         | Aarhus    |        |                   |                               |
| Amager Demons         | Tårnby    |        |                   |                               |
| Copenhagen Towers     | Gentofte  |        |                   |                               |
| Esbjerg Hurricanes    | Esbjerg   |        |                   |                               |
| Herlev Rebels         | Herlev    |        |                   |                               |
| Holbæk Red Devils     | Holbæk    |        |                   |                               |
| Odense Swans          | Odense    |        |                   |                               |
| Søllerød Gold Diggers | Rudersdal |        |                   |                               |
| Triangle Razorbacks   | Vejle     |        |                   |                               |

## Stagione regolare

### Calendario

#### 1ª giornata
| Gentofte 5 aprile 2014, ore 14:00 | Copenhagen Towers | 46 – 0 referto | Esbjerg Hurricanes | Gentofte Sportspark |

#### 2ª giornata
| Gentofte 11 aprile 2014, ore 19:00 | Copenhagen Towers | 50 – 0 (a tavolino) referto | Amager Demons | Gentofte Sportspark |

| Aalborg 12 aprile 2014, ore 14:00 | AaB 89ers | 26 – 42 referto | Søllerød Gold Diggers | Aab´s anlæg |

| Herlev 12 aprile 2014, ore 14:00 | Herlev Rebels | 16 – 6 referto | Esbjerg Hurricanes | Kildegårdsskolen |

| Holbæk 13 aprile 2014, ore 14:00 | Holbæk Red Devils | 6 – 63 referto | Triangle Razorbacks | Arena Holbæk |

| Odense 13 aprile 2014, ore 14:00 | Odense Swans | 6 – 66 referto | Aarhus Tigers | Hjalleseskolen |

#### 3ª giornata
| Odense 26 aprile 2014, ore 12:00 | Odense Swans | 10 – 32 referto | AaB 89ers | Hjalleseskolen |

#### 4ª giornata
| Kastrup 3 maggio 2014, ore 14:00 | Amager Demons | 13 – 40 referto | Aarhus Tigers | Bag Amagerhallen |

| Aalborg 3 maggio 2014, ore 14:00 | AaB 89ers | 35 – 0 referto | Holbæk Red Devils | Aab´s anlæg |

| Esbjerg 4 maggio 2014, ore 14:00 | Esbjerg Hurricanes | 22 – 25 referto | Odense Swans | Skibhøj Idrætsanlæg |

| Nærum 4 maggio 2014, ore 14:00 | Søllerød Gold Diggers | 55 – 12 referto | Herlev Rebels | Rundforbi Stadion |

#### 5ª giornata
| Vejle 10 maggio 2014, ore 19:00 | Triangle Razorbacks | 47 – 7 referto | AaB 89ers | Vejle Atletikstadion |

| Viby J 11 maggio 2014, ore 14:00 | Aarhus Tigers | 71 – 0 referto | Esbjerg Hurricanes | Bøgeskov Idrætsanlæg |

| Nærum 11 maggio 2014, ore 14:00 | Søllerød Gold Diggers | 30 – 13 referto | Holbæk Red Devils | Rundforbi Stadion |

#### 6ª giornata
| Vejle 17 maggio 2014, ore 14:00 | Triangle Razorbacks | 14 – 10 referto | Søllerød Gold Diggers | Vejle Atletikstadion |

| Odense 18 maggio 2014, ore 14:00 | Odense Swans | 22 – 47 referto | Amager Demons | Hjalleseskolen |

#### 7ª giornata
| Kastrup 24 maggio 2014, ore 14:00 | Amager Demons | 44 – 0 referto | Esbjerg Hurricanes | Bag Amagerhallen |

| Viby J 24 maggio 2014, ore 14:00 | Aarhus Tigers | 20 – 42 referto | Copenhagen Towers | Bøgeskov Idrætsanlæg |

| Herlev 25 maggio 2014, ore 14:00 | Herlev Rebels | 13 – 28 referto | Triangle Razorbacks | Kildegårdsskolen |

#### 8ª giornata
| Esbjerg 14 giugno 2014, ore 14:00 | Esbjerg Hurricanes | 0 – 72 referto | Copenhagen Towers | Skibhøj Idrætsanlæg |

| Aalborg 14 giugno 2014, ore 14:00 | AaB 89ers | 31 – 47 referto | Amager Demons | Aab´s anlæg |

| Herlev 15 giugno 2014, ore 14:00 | Herlev Rebels | 41 – 14 referto | Holbæk Red Devils | Kildegårdsskolen |

#### 9ª giornata
| Viby J 21 giugno 2014, ore 14:00 | Aarhus Tigers | 13 – 8 referto | Herlev Rebels | Bøgeskov Idrætsanlæg |

| Gentofte 21 giugno 2014, ore 14:00 | Copenhagen Towers | 32 – 6 referto | Triangle Razorbacks | Gentofte Sportspark |

| Esbjerg 22 giugno 2014, ore 14:00 | Esbjerg Hurricanes | 18 – 33 referto | Holbæk Red Devils | Skibhøj Idrætsanlæg |

| Kastrup 22 giugno 2014, ore 14:00 | Amager Demons | 20 – 35 referto | Søllerød Gold Diggers | Tårnby Stadion |

#### 10ª giornata
| Nærum 28 giugno 2014, ore 14:00 | Søllerød Gold Diggers | 0 – 26 referto | Copenhagen Towers | Rundforbi Stadion |

| Holbæk 28 giugno 2014, ore 14:00 | Holbæk Red Devils | 29 – 12 referto | Odense Swans | Holbæk Stadion |

| Vejle 29 giugno 2014, ore 14:00 | Triangle Razorbacks | 42 – 7 referto | Aarhus Tigers | Vejle Atletikstadion |

#### 11ª giornata
| Herlev 5 luglio 2014, ore 14:00 | Herlev Rebels | 58 – 7 referto | AaB 89ers | Kildegårdsskolen |

#### 12ª giornata
| Kastrup 9 agosto 2014, ore 14:00 | Amager Demons | 6 – 31 referto | Copenhagen Towers | Tårnby Stadion |

| Vejle 9 agosto 2014, ore 14:00 | Triangle Razorbacks | 46 – 9 referto | Holbæk Red Devils | Vejle Atletikstadion |

| Herlev 10 agosto 2014, ore 14:00 | Herlev Rebels | 24 – 23 referto | Søllerød Gold Diggers | Kildegårdsskolen |

#### 13ª giornata
| Aalborg 16 agosto 2014, ore 14:00 | AaB 89ers | 0 – 46 referto | Triangle Razorbacks | Aab´s anlæg |

| Viby J 17 agosto 2014, ore 14:00 | Aarhus Tigers | 46 – 6 referto | Odense Swans | Bøgeskov Idrætsanlæg |

#### 14ª giornata
| Nærum 23 agosto 2014, ore 14:00 | Søllerød Gold Diggers | 19 – 0 referto | AaB 89ers | Rundforbi Stadion |

| Viby J 23 agosto 2014, ore 14:00 | Aarhus Tigers | 54 – 7 referto | Amager Demons | Bøgeskov Idrætsanlæg |

| Odense 24 agosto 2014, ore 14:00 | Odense Swans | 6 – 54 referto | Esbjerg Hurricanes | Hjalleseskolen |

| Holbæk 24 agosto 2014, ore 14:00 | Holbæk Red Devils | 0 – 14 referto | Herlev Rebels | Arena Holbæk |

#### 15ª giornata
| Vejle 30 agosto 2014, ore 14:00 | Triangle Razorbacks | 46 – 14 referto | Herlev Rebels | Vejle Atletikstadion |

| Holbæk 30 agosto 2014, ore 14:00 | Holbæk Red Devils | 6 – 46 referto | Søllerød Gold Diggers | Arena Holbæk |

| Esbjerg 31 agosto 2014, ore 14:00 | Esbjerg Hurricanes | 0 – 48 referto | Aarhus Tigers | Skibhøj Idrætsanlæg |

| Gentofte 31 agosto 2014, ore 14:00 | Copenhagen Towers | 50 – 0 (a tavolino) referto | Odense Swans | Gentofte Sportspark |

#### 16ª giornata
| Holbæk 6 settembre 2014, ore 14:00 | Holbæk Red Devils | 16 – 32 referto | AaB 89ers | Arena Holbæk |

| Esbjerg 6 settembre 2014, ore 14:00 | Esbjerg Hurricanes | 0 – 48 referto | Amager Demons | Skibhøj Idrætsanlæg |

| Odense 7 settembre 2014, ore 14:00 | Odense Swans | 0 – 54 referto | Copenhagen Towers | Hjalleseskolen |

#### 17ª giornata
| Aalborg 13 settembre 2014, ore 14:00 | AaB 89ers | 21 – 0 referto | Herlev Rebels | Aab´s anlæg |

| Gentofte 13 settembre 2014, ore 14:00 | Copenhagen Towers | 0 – 22 referto | Aarhus Tigers | Gentofte Sportspark |

| Kastrup 14 settembre 2014, ore 14:00 | Amager Demons | 50 – 0 (a tavolino) referto | Odense Swans | Bag Amagerhallen |

| Nærum 14 settembre 2014, ore 14:00 | Søllerød Gold Diggers | 20 – 42 referto | Triangle Razorbacks | Rundforbi Stadion |

### Classifica
La classifica della regular season è la seguente:
- PCT = percentuale di vittorie, G = partite giocate, V = partite vinte, P = partite perse, PF = punti fatti, PS = punti subiti

#### National Conference
| Pos. | Squadra            | PCT  | G  | V | N | P | PF  | PS  |
| ---- | ------------------ | ---- | -- | - | - | - | --- | --- |
| 1    | Copenhagen Towers  | .900 | 10 | 9 | 0 | 1 | 403 | 54  |
| 2    | Aarhus Tigers      | .800 | 10 | 8 | 0 | 2 | 387 | 124 |
| 3    | Amager Demons      | .500 | 10 | 5 | 0 | 5 | 282 | 263 |
| 4    | Esbjerg Hurricanes | .100 | 10 | 1 | 0 | 9 | 100 | 409 |
| 5    | Odense Swans       | .100 | 10 | 1 | 0 | 9 | 87  | 450 |

#### Danish Conference
| Pos. | Squadra               | PCT  | G  | V | N | P | PF  | PS  |
| ---- | --------------------- | ---- | -- | - | - | - | --- | --- |
| 1    | Triangle Razorbacks   | .900 | 10 | 9 | 0 | 1 | 380 | 118 |
| 2    | Søllerød Gold Diggers | .600 | 10 | 6 | 0 | 4 | 280 | 183 |
| 3    | Herlev Rebels         | .500 | 10 | 5 | 0 | 5 | 200 | 213 |
| 4    | AaB 89ers             | .400 | 10 | 4 | 0 | 6 | 191 | 285 |
| 5    | Holbæk Red Devils     | .200 | 10 | 2 | 0 | 8 | 126 | 337 |

## Playoff e playout

### Tabellone playoff
|  | Wild Card | Wild Card             | Wild Card         |                       |               | Semifinali    | Semifinali          | Semifinali |  |  | XXVI Mermaid Bowl | XXVI Mermaid Bowl | XXVI Mermaid Bowl |  |
|  |           |                       |                   |                       |               |               |                     |            |  |  |                   |                   |                   |  |
|  |           |                       |                   |                       |               | 1D            | Triangle Razorbacks | 29         |  |  |                   |                   |                   |  |
|  |           |                       |                   |                       |               | 1D            | Triangle Razorbacks | 29         |  |  |                   |                   |                   |  |
|  |           |                       |                   | Aarhus Tigers         | 37            |               |                     |            |  |  |                   |                   |                   |  |
|  | 2N        | Aarhus Tigers         | 52                | Aarhus Tigers         | 37            |               |                     |            |  |  |                   |                   |                   |  |
|  | 2N        | Aarhus Tigers         | 52                |                       |               |               |                     |            |  |  |                   |                   |                   |  |
|  | 3N        | Amager Demons         | 6                 |                       |               |               |                     |            |  |  |                   |                   |                   |  |
|  | 3N        | Amager Demons         | 6                 |                       | Aarhus Tigers | Aarhus Tigers | 3                   |            |  |  |                   |                   |                   |  |
|  |           |                       |                   |                       |               |               |                     |            |  |  |                   |                   |                   |  |
|  |           |                       | Copenhagen Towers | Copenhagen Towers     | 26            |               |                     |            |  |  |                   |                   |                   |  |
|  |           |                       |                   | Copenhagen Towers     | 26            |               |                     |            |  |  |                   |                   |                   |  |
|  |           |                       |                   |                       |               |               |                     |            |  |  |                   |                   |                   |  |
|  |           |                       |                   |                       |               |               |                     |            |  |  |                   |                   |                   |  |
|  |           | 1N                    | Copenhagen Towers | 33                    |               |               |                     |            |  |  |                   |                   |                   |  |
|  |           |                       |                   | 33                    |               |               |                     |            |  |  |                   |                   |                   |  |
|  |           |                       |                   | Søllerød Gold Diggers | 8             |               |                     |            |  |  |                   |                   |                   |  |
|  | 2D        | Søllerød Gold Diggers | 27                | Søllerød Gold Diggers | 8             |               |                     |            |  |  |                   |                   |                   |  |
|  | 2D        | Søllerød Gold Diggers | 27                |                       |               |               |                     |            |  |  |                   |                   |                   |  |
|  | 3D        | Herlev Rebels         | 0                 |                       |               |               |                     |            |  |  |                   |                   |                   |  |

### Tabellone playout
|  | Spareggio | Spareggio          | Spareggio |                   |    | Playout            | Playout | Playout |  |
|  |           |                    |           |                   |    |                    |         |         |  |
|  | 5D        | Holbæk Red Devils  | 44        |                   |    |                    |         |         |  |
|  | 5D        | Holbæk Red Devils  | 44        |                   |    |                    |         |         |  |
|  | 4N        | Esbjerg Hurricanes | 8         |                   |    |                    |         |         |  |
|  | 4N        | Esbjerg Hurricanes | 8         |                   | 4N | Esbjerg Hurricanes | 6       |         |  |
|  |           |                    |           |                   | 4N | Esbjerg Hurricanes | 6       |         |  |
|  |           |                    | KL        | Horsens Stallions | 49 |                    |         |         |  |

|  | Spareggio | Spareggio        | Spareggio |                          |    | Playout      | Playout | Playout |  |
|  |           |                  |           |                          |    |              |         |         |  |
|  | 4D        | AaB 89ers (tav.) | 50        |                          |    |              |         |         |  |
|  | 4D        | AaB 89ers (tav.) | 50        |                          |    |              |         |         |  |
|  | 5N        | Odense Swans     | 0         |                          |    |              |         |         |  |
|  | 5N        | Odense Swans     | 0         |                          | 5N | Odense Swans | 0       |         |  |
|  |           |                  |           |                          | 5N | Odense Swans | 0       |         |  |
|  |           |                  | KL        | Kolding Guardians (tav.) | 50 |              |         |         |  |

### Wild Card
| Viby J 20 settembre 2014, ore 14:00 | Aarhus Tigers | 52 – 6 referto | Amager Demons | Bøgeskov Idrætsanlæg |

| Nærum 21 settembre 2014, ore 14:00 | Søllerød Gold Diggers | 27 – 0 referto | Herlev Rebels | Rundforbi Stadion |

### Spareggi
| Aalborg 21 settembre 2014, ore 14:00 | AaB 89ers | 50 – 0 (a tavolino) referto | Odense Swans | Aab´s anlæg |

| Holbæk 21 settembre 2014, ore 14:00 | Holbæk Red Devils | 44 – 8 referto | Esbjerg Hurricanes | Arena Holbæk |

### Semifinali
| Gentofte 27 settembre 2014, ore 14:00 | Copenhagen Towers | 33 – 8 referto | Søllerød Gold Diggers | Gentofte Sportspark |

| Vejle 28 settembre 2014, ore 14:00 | Triangle Razorbacks | 29 – 37 referto | Aarhus Tigers | Vejle Atletikstadion |

### Playout
| Esbjerg 4 ottobre 2014, ore 14:00 | Esbjerg Hurricanes | 6 – 49 referto | Horsens Stallions | Skibhøj Idrætsanlæg |

| Odense 5 ottobre 2014, ore 14:00 | Odense Swans | 0 – 50 (a tavolino) referto | Kolding Guardians | Hjalleseskolen |

### XXVI Mermaid Bowl
| Randers 11 ottobre 2014, ore 15:00 | Copenhagen Towers | 26 – 3 referto | Aarhus Tigers | AutoC Park Randers |

## Verdetti
- Copenhagen Towers Campioni della Danimarca 2014